# Artur Achmatchuzin
Artur Kamilevitj Achmatchuzin (ryska: Артур Камилевич Ахматхузин), född 21 maj 1988, är en rysk fäktare som tävlar i florett.

## Karriär
Achmatchuzin tävlade för Ryssland vid olympiska sommarspelen 2012 i London, där han blev utslagen i åttondelsfinalen mot kinesiske Ma Jianfei. Achmatchuzin var även en del av Rysslands lag som slutade på femte plats i lagtävlingen.
Vid olympiska sommarspelen 2016 i Rio de Janeiro tävlade Achmatchuzin i florett och besegrade amerikanske Miles Chamley-Watson i sextondelsfinalen innan han förlorade mot den kommande silvermedaljören Alexander Massialas i åttondelsfinalen. I lagtävlingen var han en del av Rysslands lag tillsammans med Timur Safin och Aleksej Tjeremisinov som tog guld.